# Liberec (nádraží)
Liberec (německy do roku 1945 Reichenberg) je centrální železniční stanice v Liberci, v městské části Jeřáb, na adrese Nákladní 465. Leží v nadmořské výšce 375 m n. m. Stanice je zařazena do integrovaného dopravního systému IDOL. Vedle nádražní budovy sídlí Hasiči Liberec. Od centra města je nádraží vzdáleno 15 minut pěšky.

## Historie

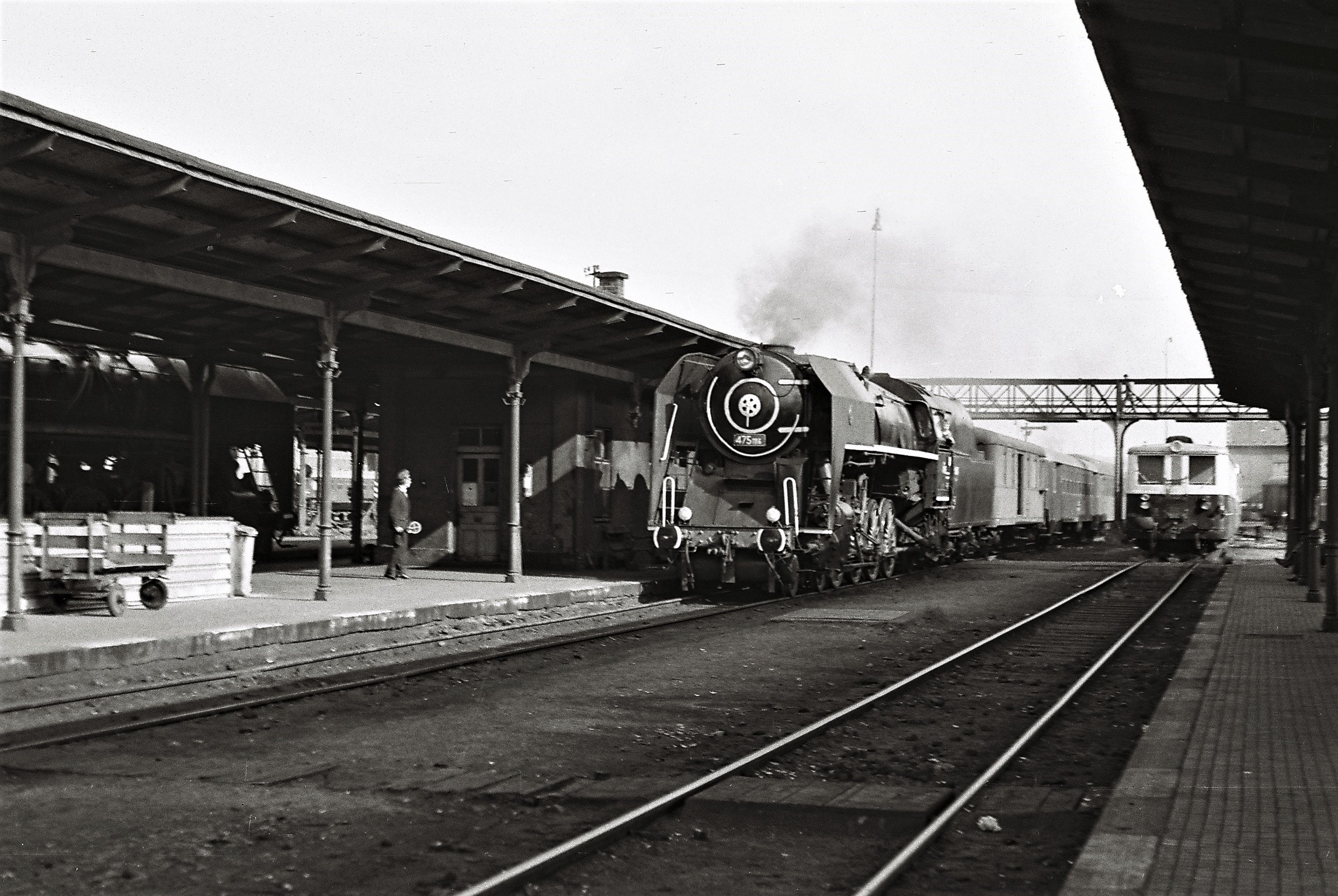
Historický provoz na nádraží (1974)

Nádraží bylo postaveno v roce 1859 pod vedením inženýra Jana Šebka. Na stavbě nádraží pracovalo až 17 000 lidí. Postavení nádraží znamenalo surový zásah nejen do krajiny, ale i do života obcí na západním okraji tehdejšího Liberce. V Liberecké kotlině byly značné výškové rozdíly v terénu a proto bylo nutné k získání dostatečných ploch pro kolejiště, pro vlastní budovu nádraží i pro další provozní objekty vytvořit vysoký násep. Nepříznivé vlivy se projevily poměrně brzy zejména v tom, že nádraží oddělilo od středu města, jako vysoká hráz, vysunutou část libereckého katastru zvanou na Jeřábu, hlavně ale přerušilo tradiční přímé propojení tehdy ještě samostatných obcí Janova Dolu, Františkova, obou Hanychovů a Karlinek s vlastním Libercem. Aby se obyvatelé těchto obcí dostali do města, požadovali vybudování dopravního tunelu pod nádražím, vedeného přibližně v ose dnešní ulice Tatranské, který by umožňoval kratší spojení, než oklikou přes viadukt ve Františkovské ulici. Tehdejší úřady však žádost zamítly a doporučily pouze zřízení ocelové lávky nad kolejištěm. Nádraží se ale vybudovalo, protože průmyslníci v čele s továrníkem Johannem Liebiegem si dobře uvědomovali zejména to, že potřebují propojit Liberec se světovými trhy či pro převážení surovin z tehdejších uhelných dolů. Poté byla vytvořena společnost, v níž byli zastoupeni známí železniční podnikatelé bratři Kleinové a pražský podnikatel Vojtěch Lanna. Na tehdejší ministerstvo obchodu ve Vídni byla podána žádost o koncesi na vybudování železnice z Pardubic do Liberce. V únoru 1855 dostali zprávu, že ministerstvo obchodu s jejich nabídkou souhlasí. Přesto byly dohady, kde vznikne nádraží Liberec, kde měla současně zaústit budovaná (tehdy soukromá) dráha z německé Žitavy. Město požadovalo aby nádraží leželo co nejblíže centru a nabízelo pozemky na Keilově vrchu i nedaleko nemocnice na Skřivánčím poli. To, že nádraží bylo umístěno na Jeřábu, rozhodla nakonec komise, s ohledem na možnost snazšího napojení saské dráhy ze Žitavy. Zástupcům města se toto místo zdálo příliš vzdáleno od centra, a proto rozhodli, že společnost stavějící trať z Pardubic vybuduje s nádražím také příjezdovou komunikaci do města, dnešní ulici 1. máje.
Hned z počátku vzniklo soutěžení mezi saskou železnicí ze Žitavy do Liberce a rakouskou z Pardubic. Projevilo se to při rozhodování o vedení trasy. Stavba železnice ze Žitavy o délce 26,70 km začala pod vedením inženýra Raichla 2. října 1855 a skončila 25. února 1859. Trať z Pardubic do Liberce dlouhá 160 km byla zahájena o rok později a přes mnohé stavební obtíže přijel již 29. ledna 1859 ve 12 hodin 10 minut do Liberce první zkušební vlak za živé pozornosti obyvatel Liberce. Ti, kteří se zájmem přihlíželi příjezdu vlaku, viděli v železnici především projev technického pokroku. Pravidelný provoz pro veřejnost byl zahájen 1. května 1859.
Hlavní dominantou nádraží byla budova postavená podle plánů Franze Riesemanna v novogotickém slohu odpovídajícím tehdejšímu romantickému duchu doby. Původně byla nádražní budova kratší, než je dnes, třípodlažní, se třemi příčnými čtyřpodlažními trakty, ukončenými v průčelí trojúhelníkovými štíty. Společný vstup i výstup byl umístěn ve středním traktu. V tomto uspořádání zůstala budova nádraží až do roku 1904, kdy začaly přípravy na velkolepou výstavu v Liberci s předpokládaným velkým dopravním zatížením libereckého nádraží. Proto bylo rozhodnuto o jeho radikální přestavbě. Byly tak otevřeny tratě do Pardubic a německé Žitavy, které ústily do této stanice.
Na libereckém nádraží přibyla ještě v roce 1875 trať do Zhořelce přes Frýdlant v Čechách, roku 1888 dráha do Jablonce nad Nisou. V roce 1900 prošlo nádraží první velkou rekonstrukcí. V roce 1903 se otevřela trať na Českou Lípu. Původně každá trať patřila samostatné soukromé společnosti a měla proto na libereckém nádraží svou vlastní stanici. V roce 1905 byla žitavská dráha zestátněna a zůstala ve vlastnictví saského státu do roku 1945. Během té doby spravovali úsek žitavské dráhy na území Československa zaměstnanci říšskoněmeckých drah a měli na nádraží v Liberci vyhrazené své provozní objekty a prostory. Snahy československého státu o odkoupení této trati se nesetkaly s pochopením německé strany. Druhou velkou rekonstrukcí prošlo nádraží v letech 2009–2011. Bylo rekonstruováno 2. a 5. nástupiště.[kdy?]

## Popis
Stanice není elektrizovaná a Liberec je tak jediným krajským městem v Česku bez elektrizované železnice. Nádražní budova je majetkem České republiky. Má pět nástupišť přístupných dvěma podchody s výtahy, je vybaveno audiovizuálním informačním systémem INISS. Dalšími nádražími ve městě jsou Liberec-Horní Růžodol na trati Liberec – Česká Lípa nebo Liberec-Rochlice na trati Liberec–Harrachov.

### Přístupnost stanice
Přístup do budovy železniční stanice (včetně přístřešku chránícího cestující před povětrnostními vlivy) je bezbariérový, včetně pokladní přepážky. Bezbariérový přístup do vlaků je umožněn z nástupišť 2 a 5, které jsou v normové výšce 550 mm nad temenem kolejnice (dle ČSN 73 4959). Železniční stanice je vybavena pro zrakově postižené (orientační hlasové majáčky). Je také vybavena pro sluchově postižené (elektronický informační systém s řádkem běžícího textu).

## Doprava

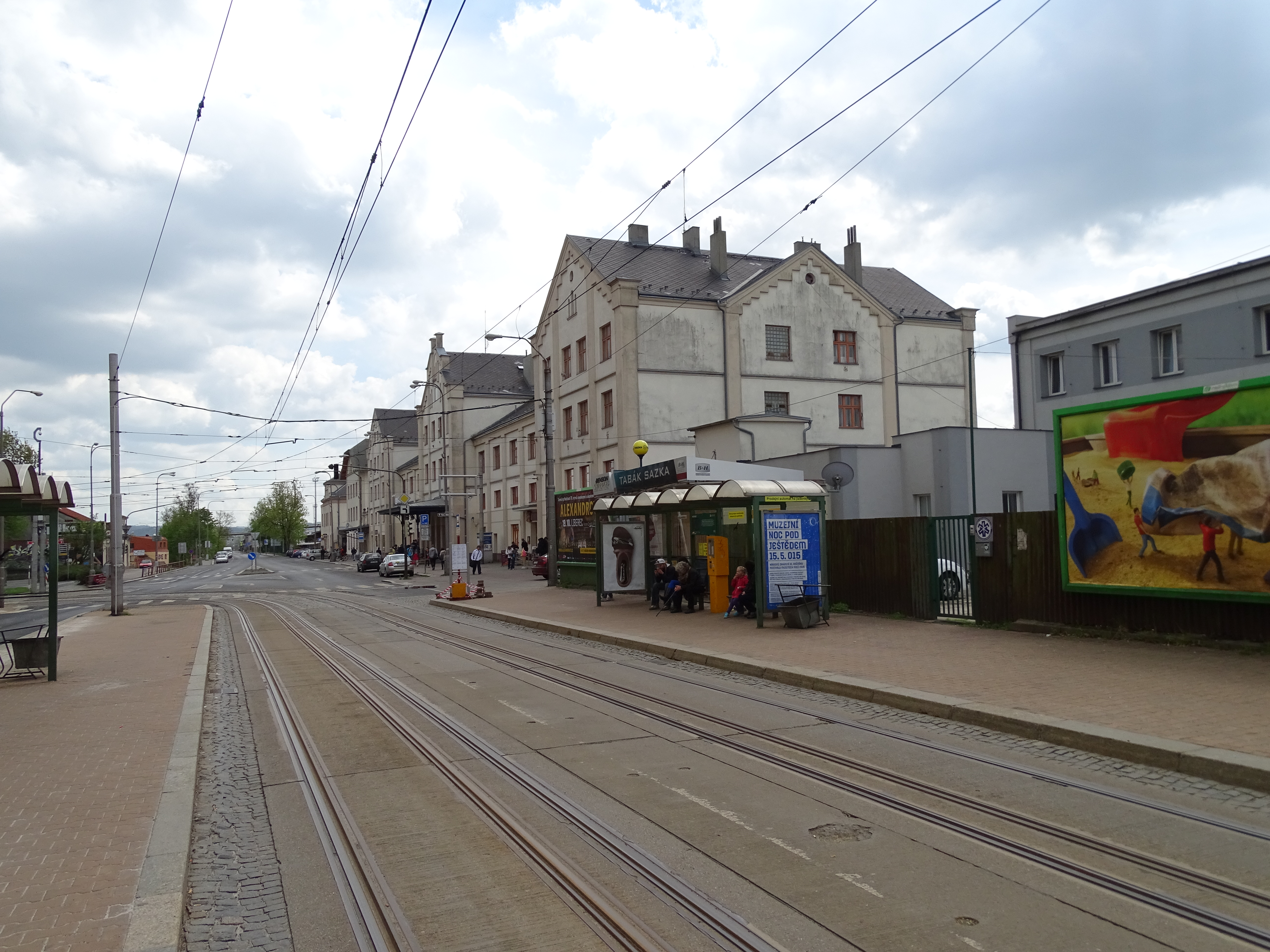
Tramvajová a autobusová zastávka Nádraží (před modernizací)

Z této železniční stanice je přímé rychlíkové spojení do Děčína, Ústí nad Labem nebo Hradce Králové a Pardubic; spojení do Prahy je delší a méně výhodné než autobusové. Spěšné vlaky spojují Liberec se saskými Drážďany.
Z nádraží vychází 5 jednokolejných neelektrizovaných tratí:
- Pardubice–Liberec, celostátní dráha s rychlíkovým provozem.
- Liberec–Harrachov, regionální dráha se silným regionálním významem. Z Harrachova pokračuje do polské Szklarské Poręby.
- Liberec–Zawidów, celostátní dráha se silným regionálním významem a mezinárodním nákladním provozem. Z Černous pokračuje do polského Zawidówa.
- Liberec – Česká Lípa, celostátní dráha s rychlíkovým provozem.
- Liberec–Zittau, celostátní dráha se silným regionálním i přeshraničním významem.

## Služby ve stanici
V železniční stanici jsou poskytovány cestujícím služby: vnitrostátní pokladní přepážka, mezinárodní pokladní přepážka, platba v eurech, ČD centrum, směnárna, úschovna zavazadel, bezbariérové WC, restaurace, bankomat, rychlé občerstvení, čekárna pro cestující, pošta, výtahy, schodiště a kavárna.

## Nehody

### Nehoda osobního vlaku

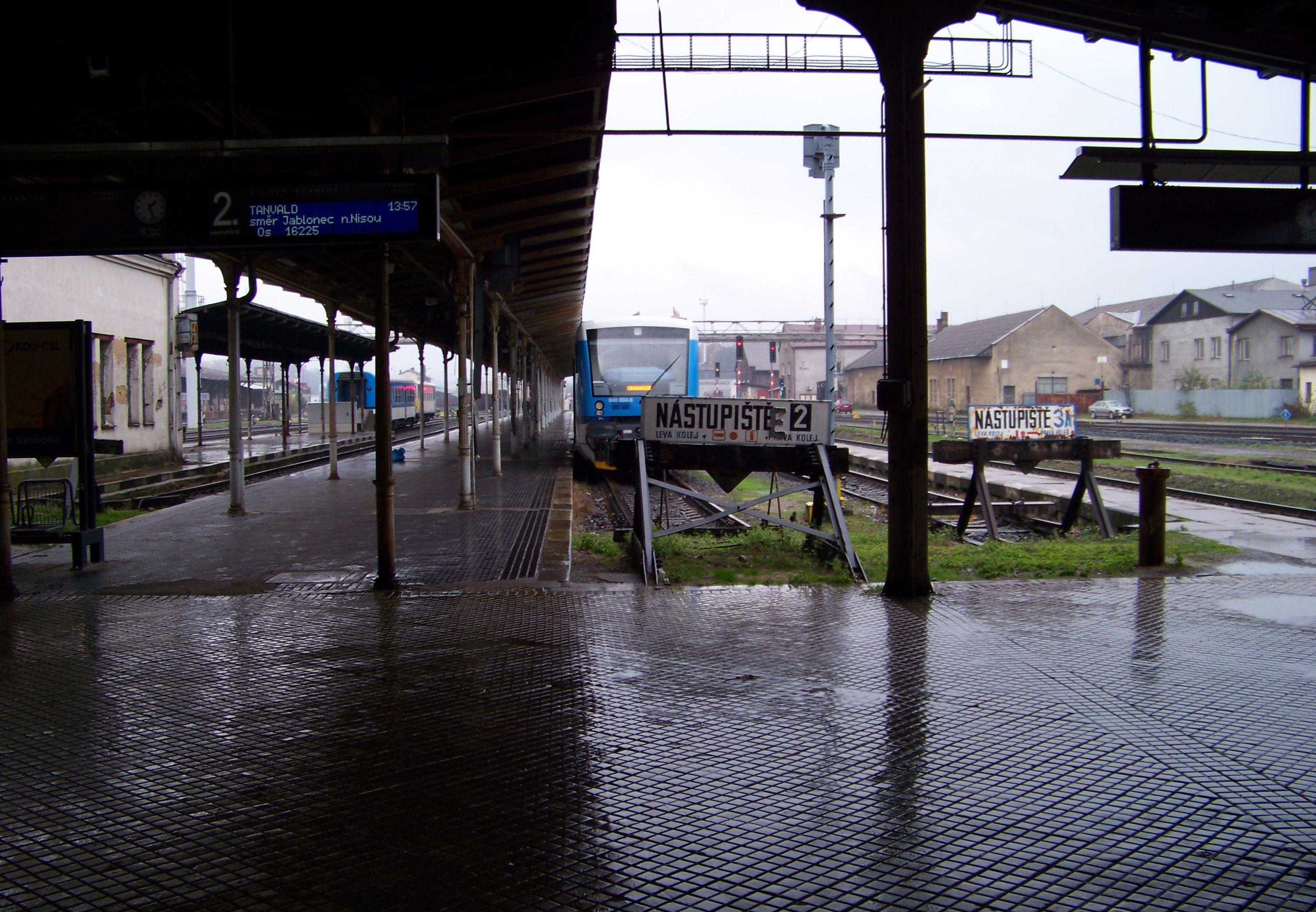
Místo, kde vlak prorazil zarážedlo u nástupiště 3A (zarážedlo vlevo od jednotky 840)

Ve čtvrtek 10. ledna 2019 kolem půl sedmé ráno (přesně v 6.34) spěšný vlak z České Lípy s počtem 60 cestujících přijel na liberecké nádraží. Místo aby zastavil před návěstidlem na nástupišti 3A se zákazem jízdy však jel dál a narazil do zarážedla kusé koleje rychlostí 10 kilometrů v hodině a následně vykolejil a vjel na dlažbu 3. nástupiště, na místo, kde se pohybují cestující. Tato nehoda provoz ve stanici nezastavila, protože se to událo na kusé koleji. Nikdo z cestujících se nezranil ani nezemřel. Drážní inspekce uvedla, že škoda odhadově činí 600 tisíc korun, z toho na vlaku byla odhadnuta na 400 tisíc korun a na trati 250 tisíc korun. Případem se zabývali kriminalisté a jako důvod k vykolejení kvalifikovali obecné ohrožení z nedbalosti a případnému viníkovi hrozí 5 let vězení. Strojvedoucí také absolvoval dechovou zkoušku na alkohol, jejíž výsledek byl negativní. K nehodě se také vyjádří i soudní znalec, který bude zjišťovat, zda příčinou nehody nebyla technická závada na motorovém voze. Později se zjistilo, že nehodu zavinila nepozornost strojvedoucího. Ten se podle své výpovědi domníval, že s vlakem jede na sousední průjezdnou kolej. To, že vjel na kusou kolej a měl tam i přehozenou výhybku, zaregistroval až 90 metrů před návěstidlem trvale ukazující „stůj“. Teprve v této vzdálenosti od návěstidla zahájil rychločinné brzdění. Aby k nehodě nedošlo, měl začít brzdit 101 metrů před návěstidlem. Drážní inspekce ještě uvedla, že samotný sníh či led neměly vliv na samotný vznik události, ale poté měly negativní vliv na brzdění vlaku. Byla to podobná situace, jako na Masarykově nádraží, kde 15. července 2015 vlak vyjel z koleje a pobořil nástupiště.

### Nehoda nákladního vlaku

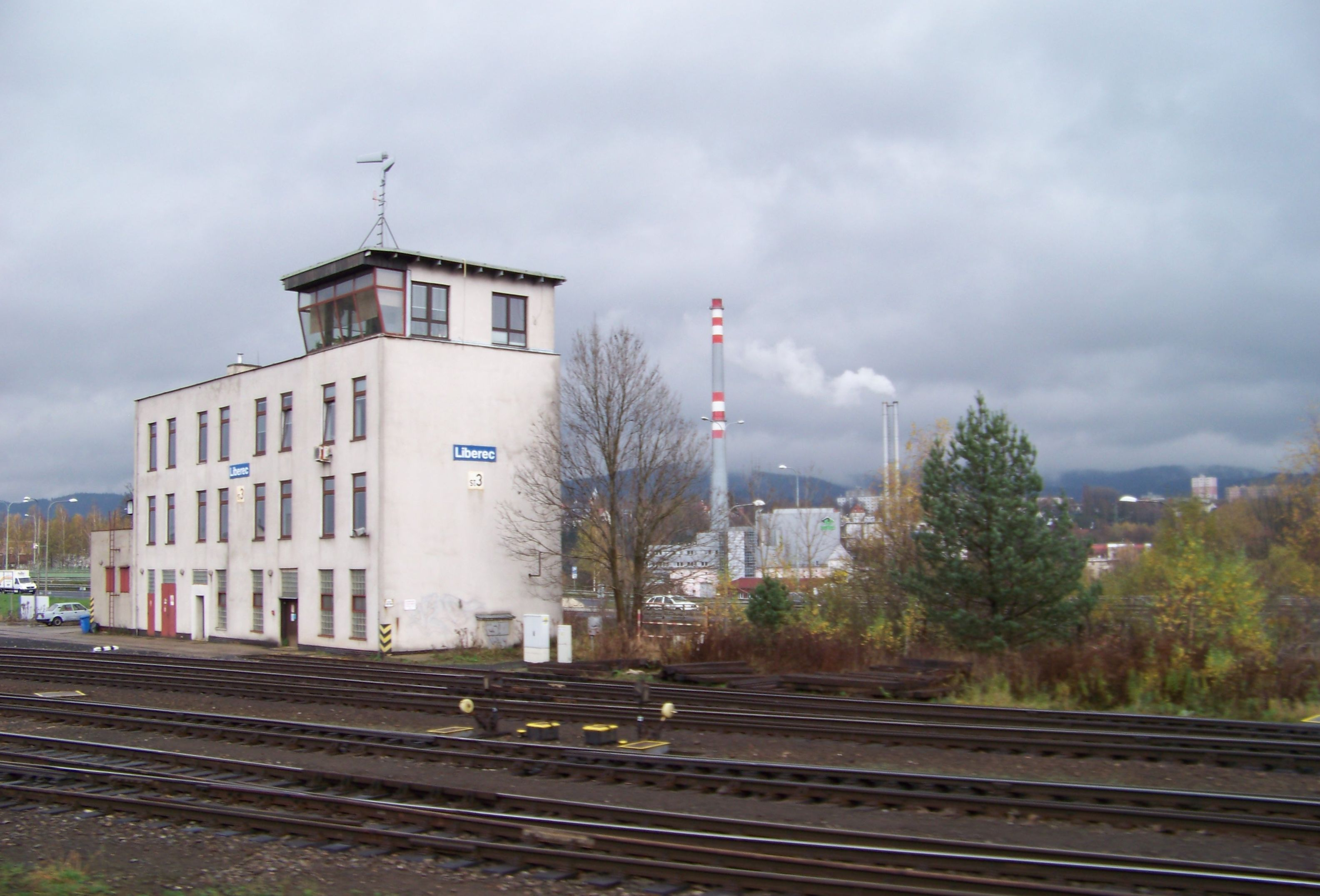
Místo, kde vykolejil nákladní vlak

9. října 2020 došlo v odpoledních hodinách (kolem čtvrté hodiny) k vykolejení nákladního vlaku, který vezl klády. Jeden z vagonů ČD Cargo zničil výhybku a přejel na sousední kolej. Tato nehoda se stala při posunu. Bylo tam štěstí, že se nevysypaly klády dříví. „Nijak to neohrozilo provoz, ani nedošlo k žádnému zranění,“ uvedla mluvčí Správy železnic Nela Friebová. Na místo zasáhli Drážní hasiči Liberec. Jejich úkolem bylo vrátit vagon zpátky na koleje. S prací začali před sedmou hodinou večer a dokončena byla v sobotních půl čtvrté ráno. Hned v sobotu odpoledne Drážní inspekce uvedla, že škoda způsobena na vykolejeném vlaku činí 100 tisíc korun, trať nehodu odnesla hůře - tam se odhad podle mluvčího Martina Drápala odhaduje na 1,1 milionu korun.

## Natočené filmy na nádraží
- Kalamita
- Ošklivá slečna
- Grandhotel
- My všichni školou povinní
- 3 sezóny v pekle
- Krev zmizelého
- Poslední cyklista[13]
- 2. světová válka[14]

## Galerie

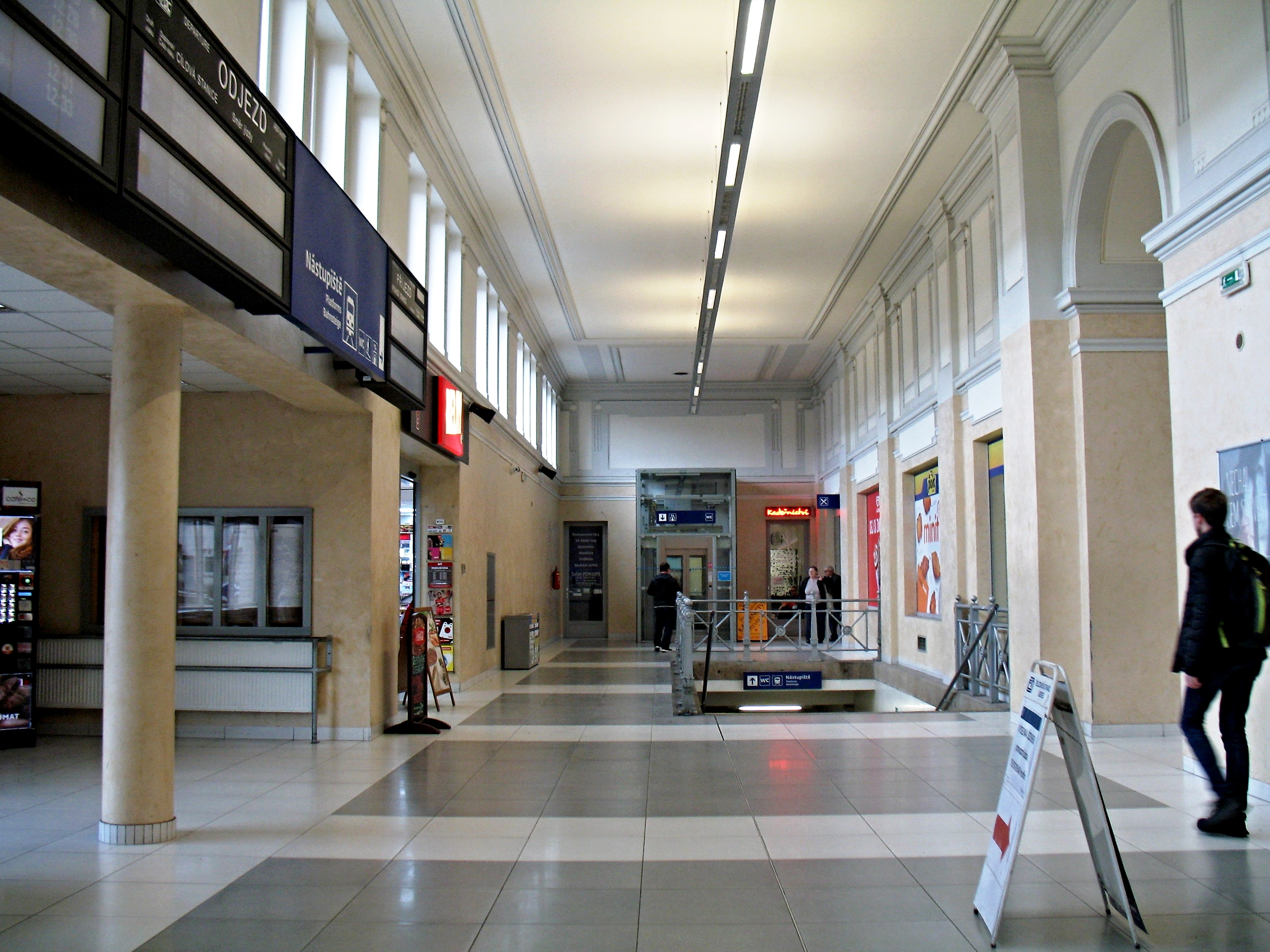
Nádražní hala po rekonstrukci z let 2009-2011
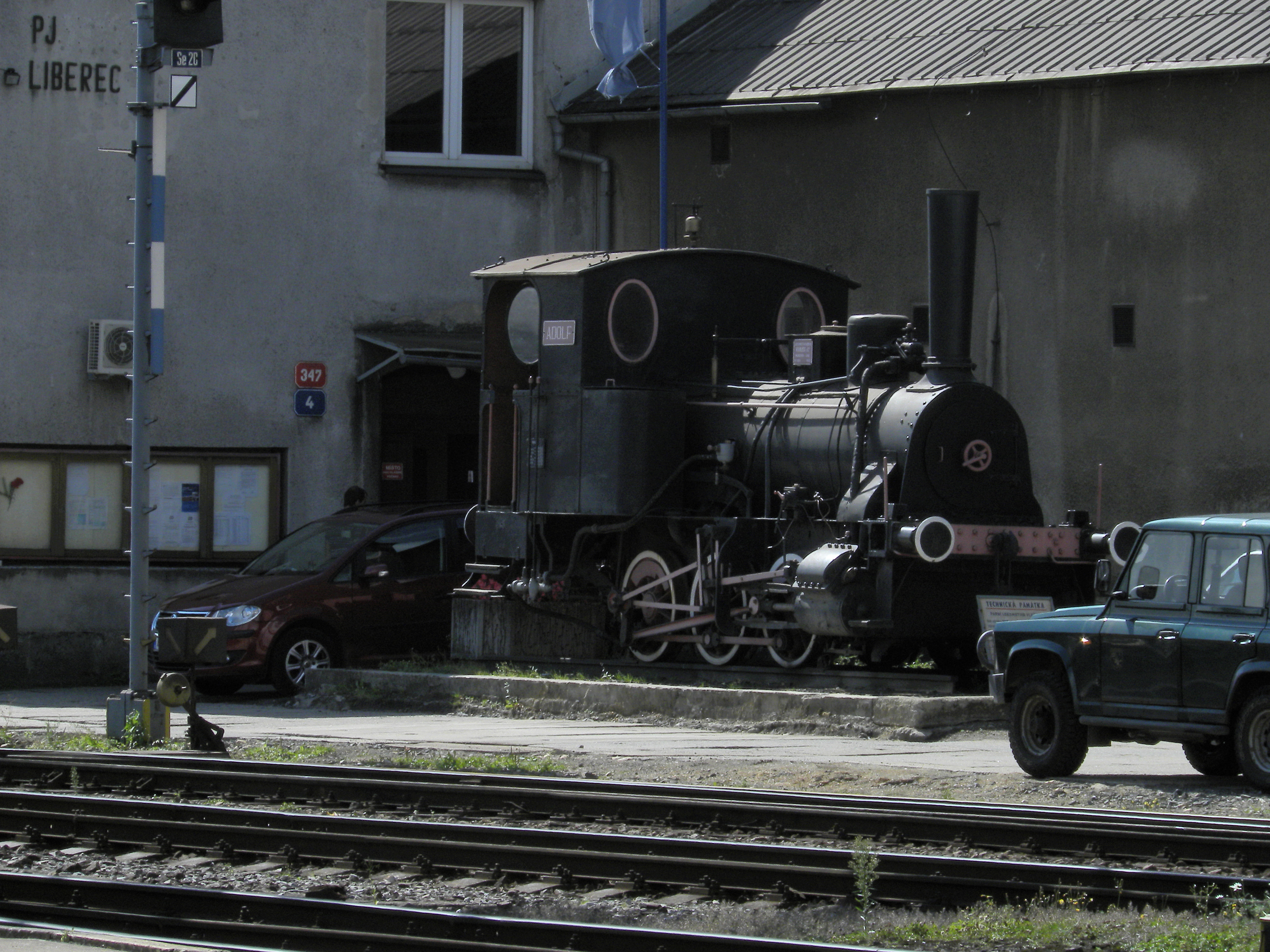
Do r. 2017 byla v areálu nádraží vystavena parní lokomotiva "Adolf"
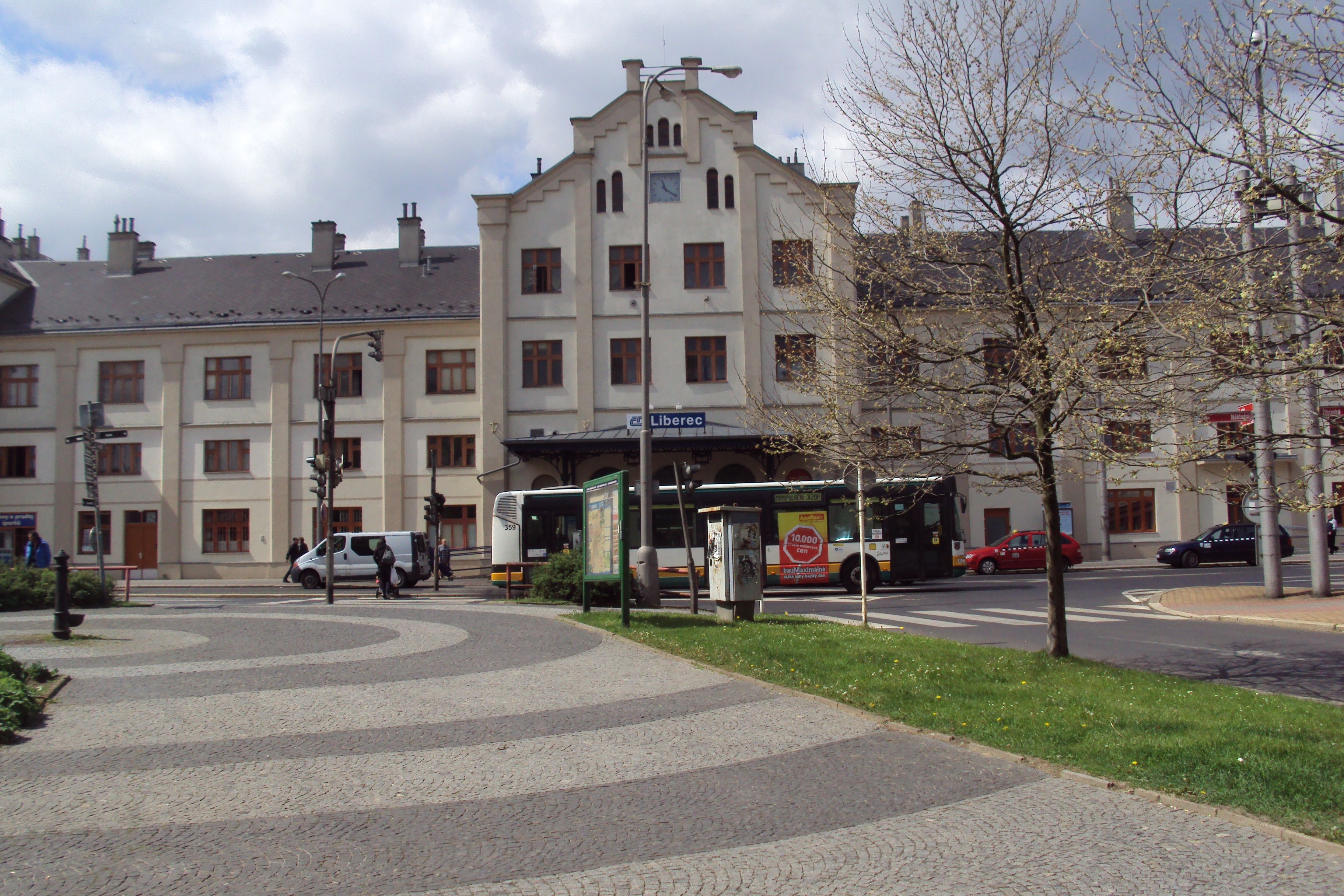
Pohled z ulice 1. máje
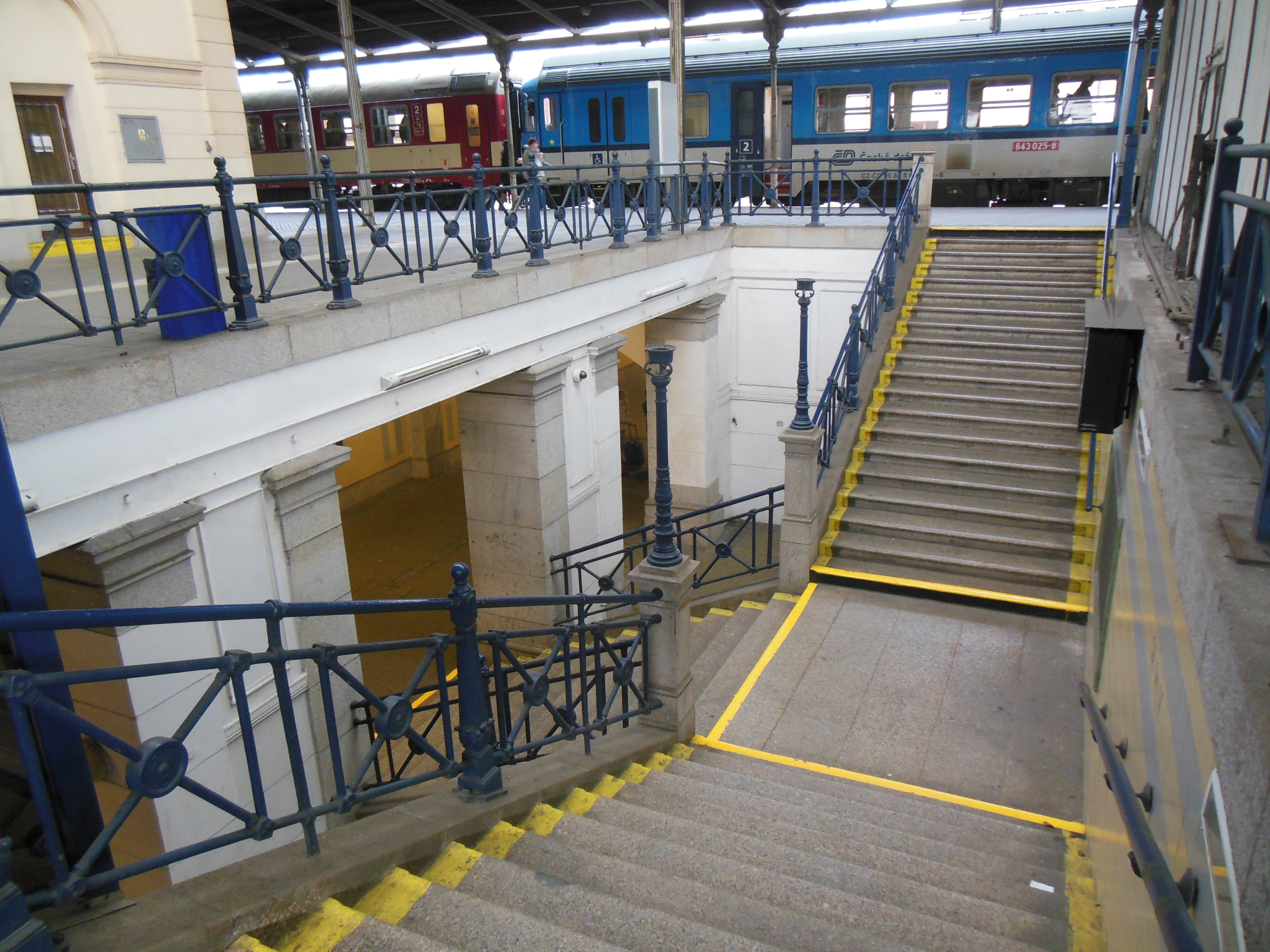
Schodiště mezi nástupišti a podchodem
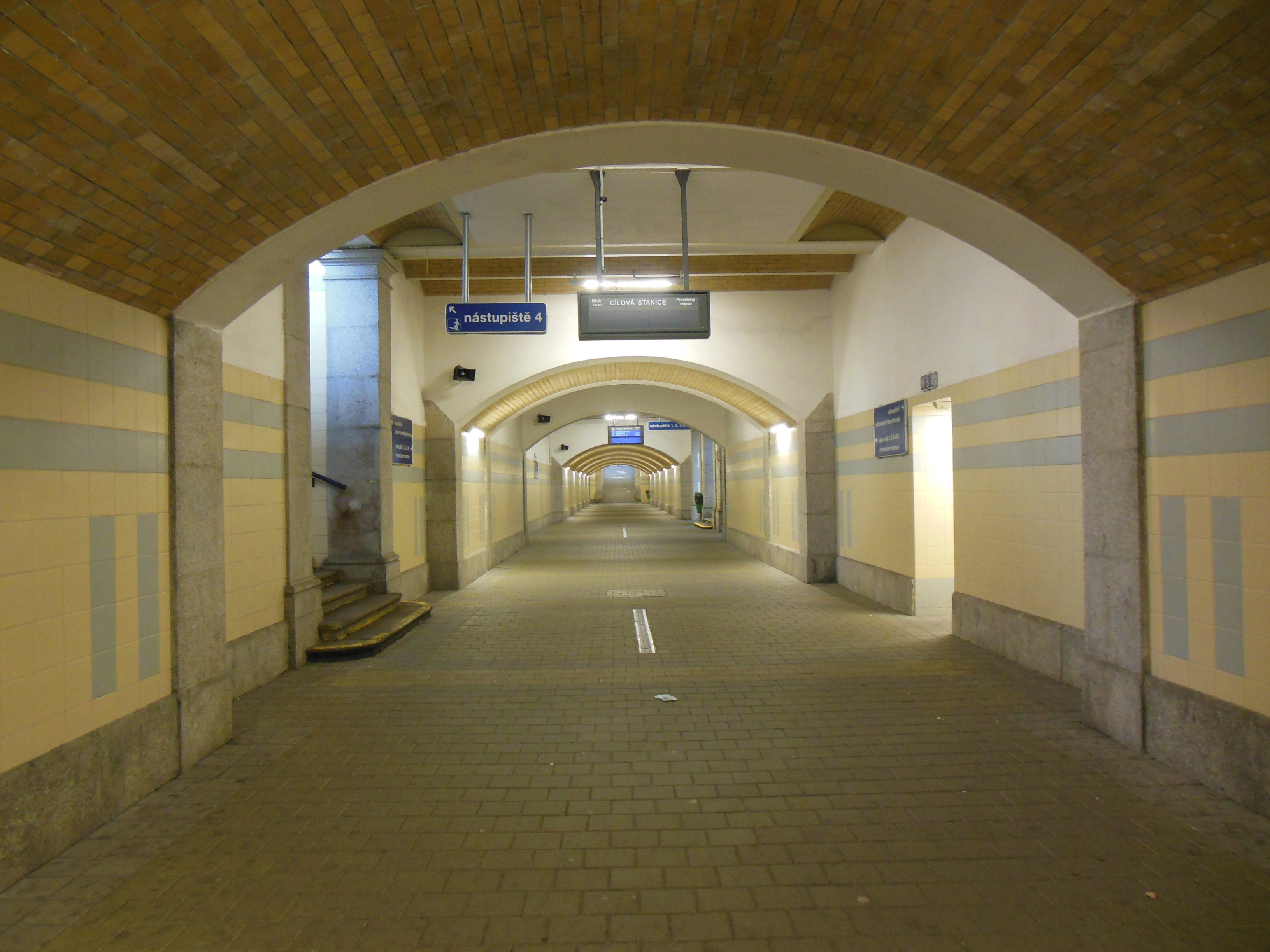
Podchod
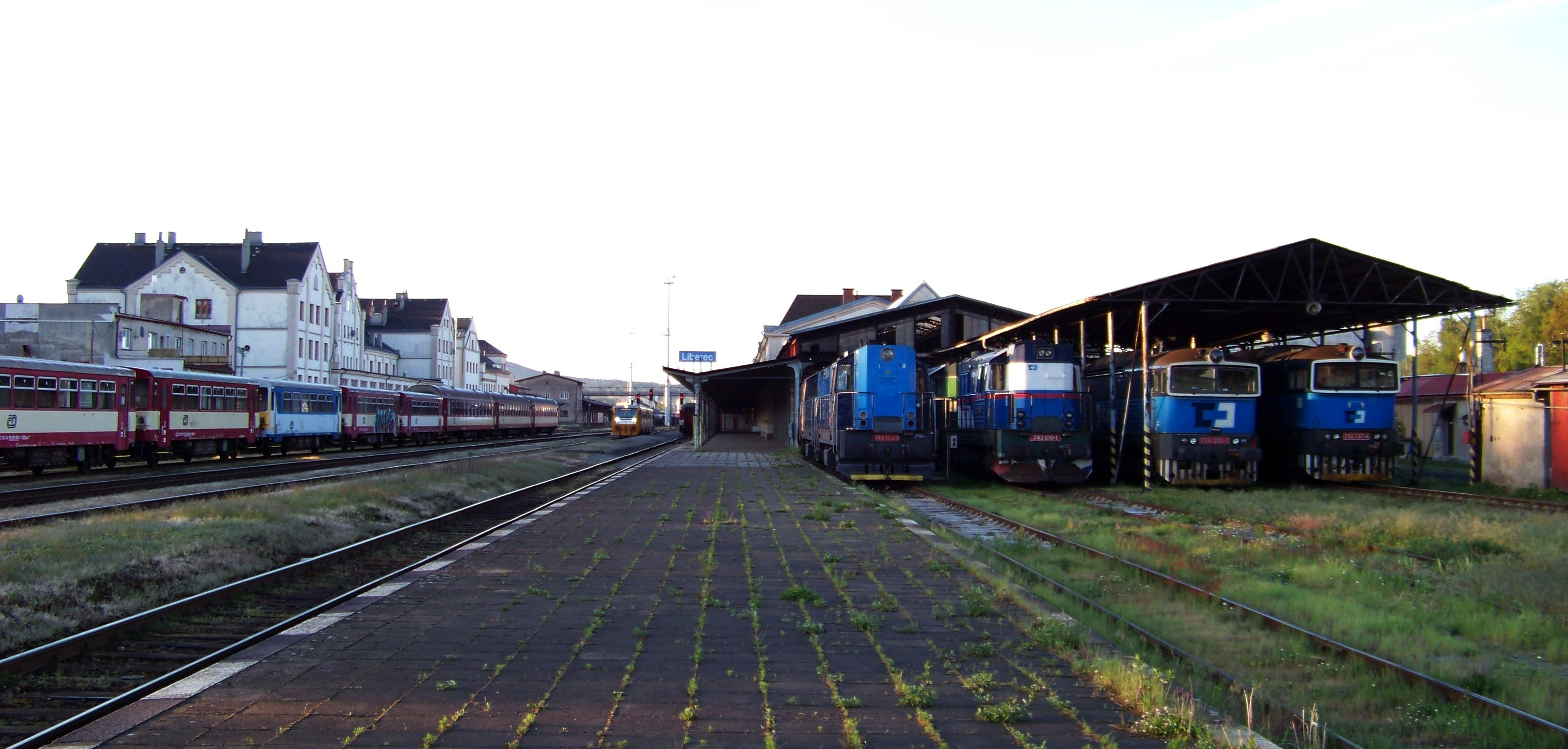
Celkový pohled na stanici s odstavenými vozidly
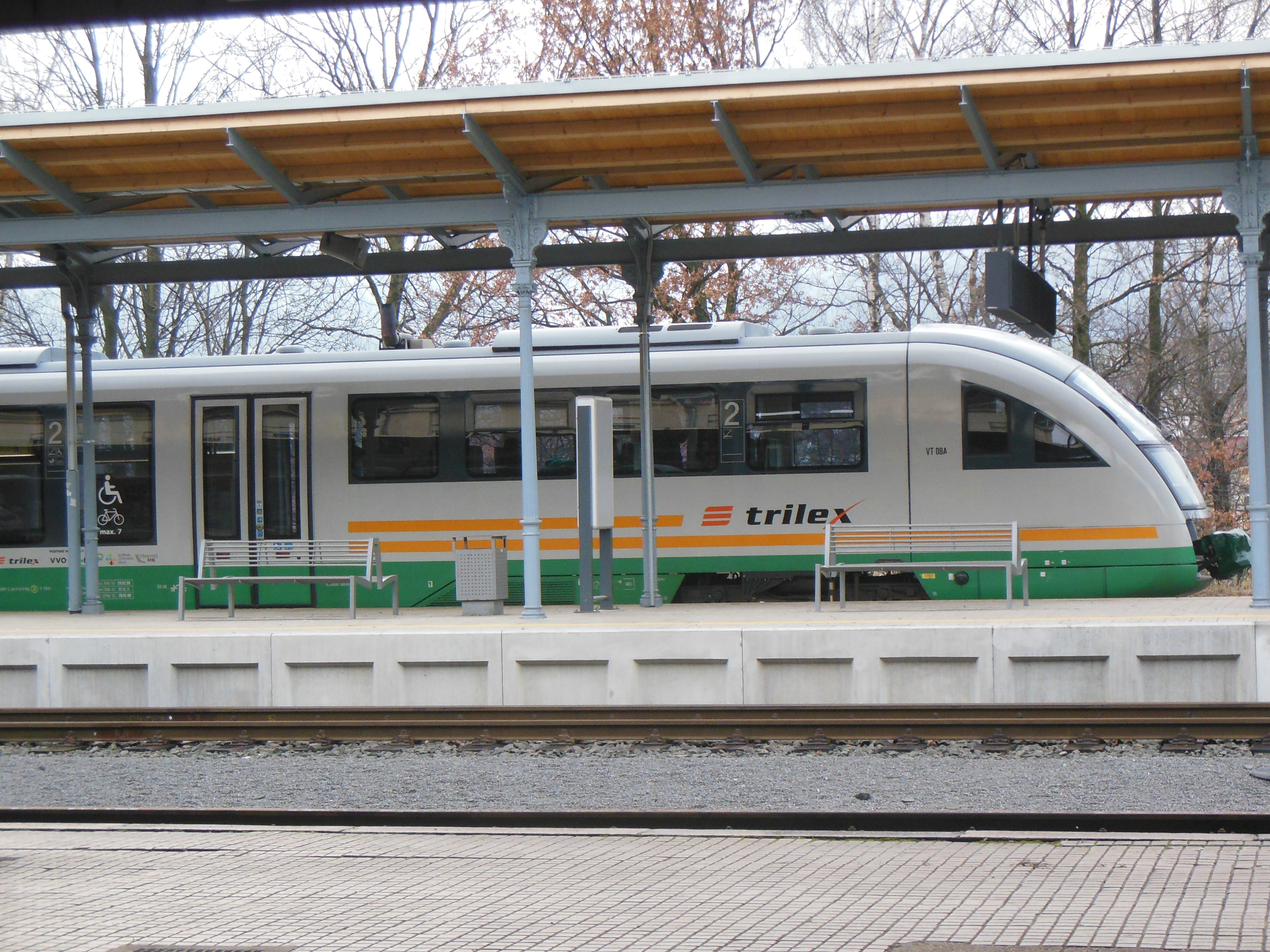
Rekonstruované nástupiště 5
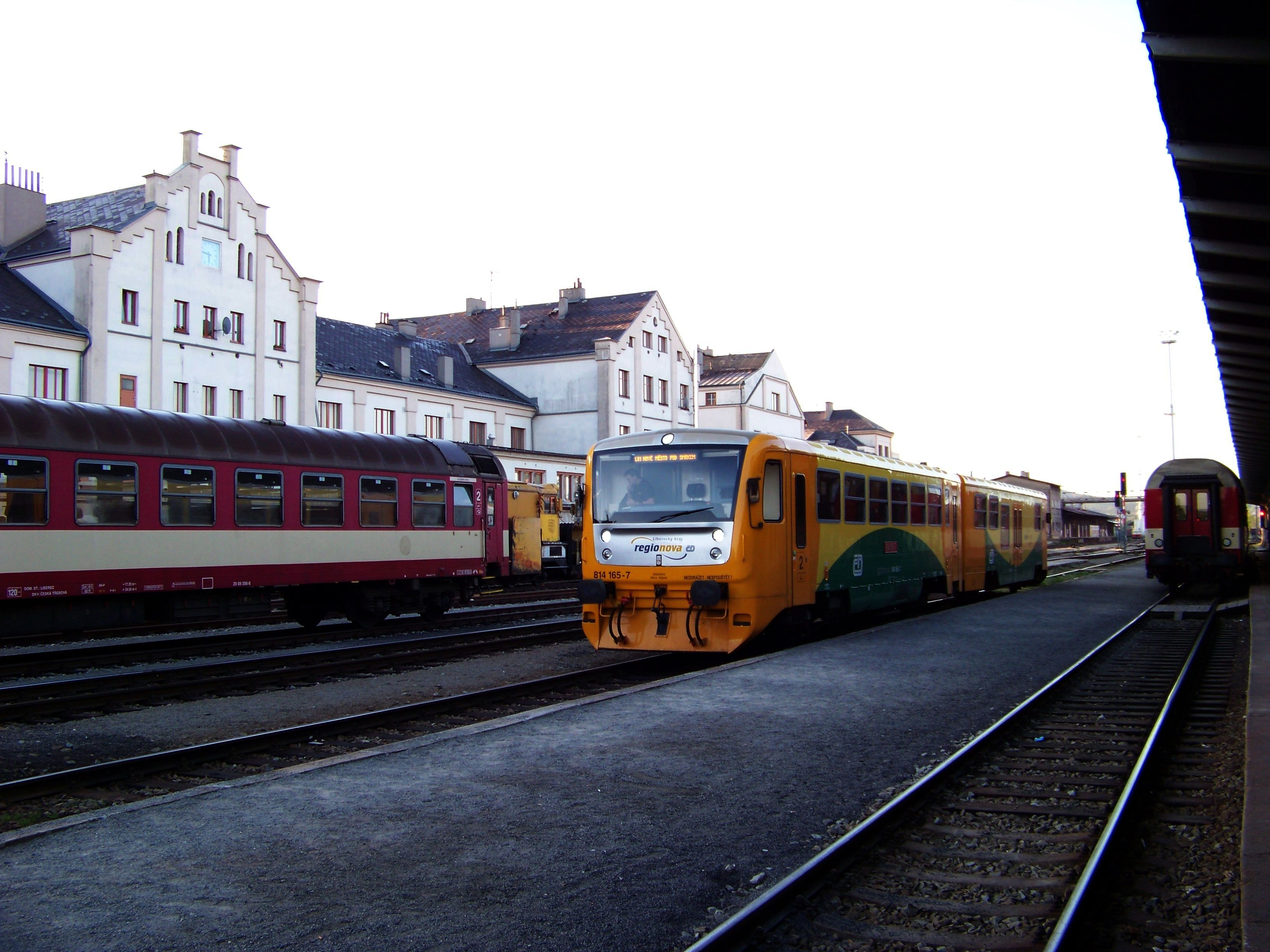
Nekryté nástupiště
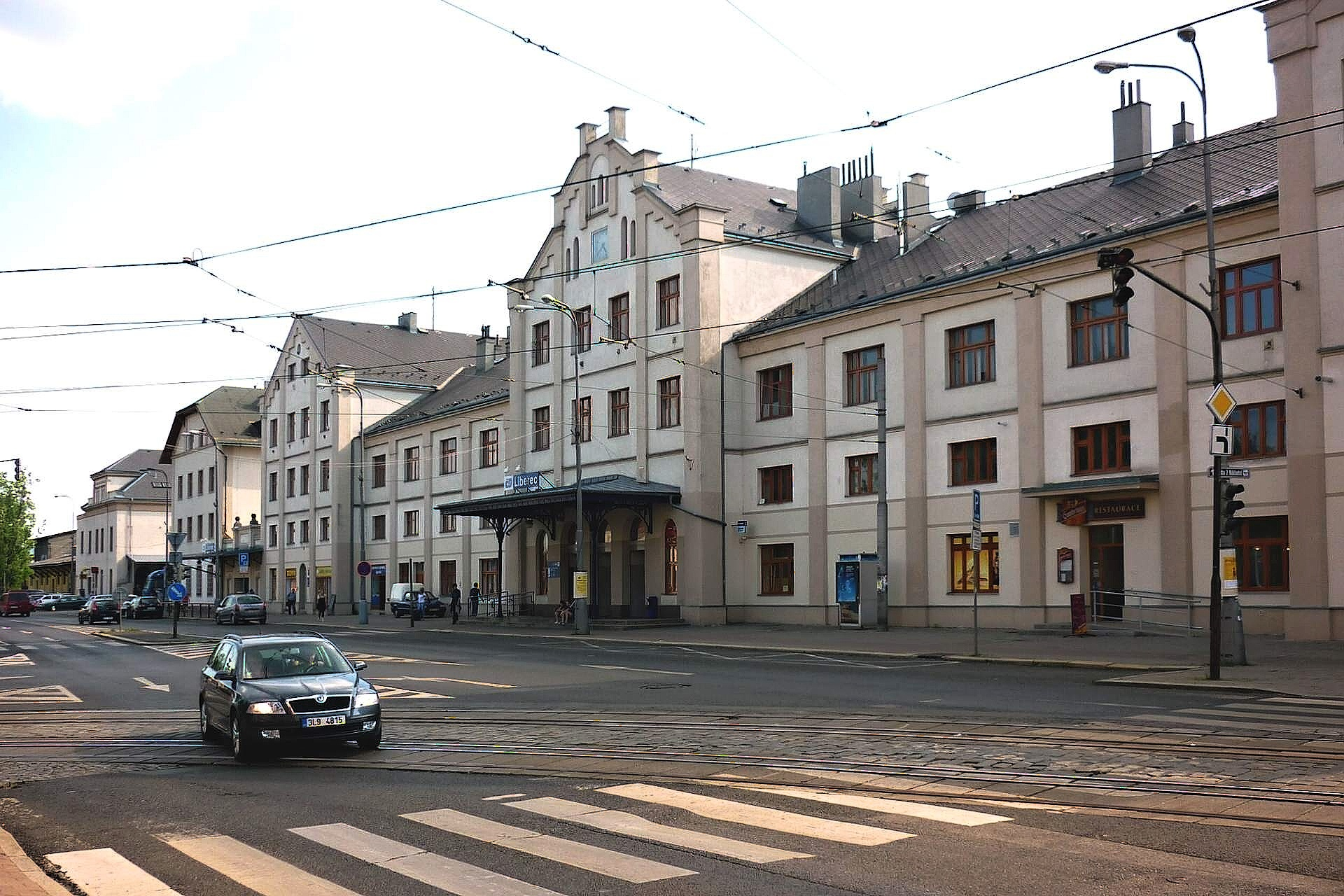
Celkový pohled na budovu
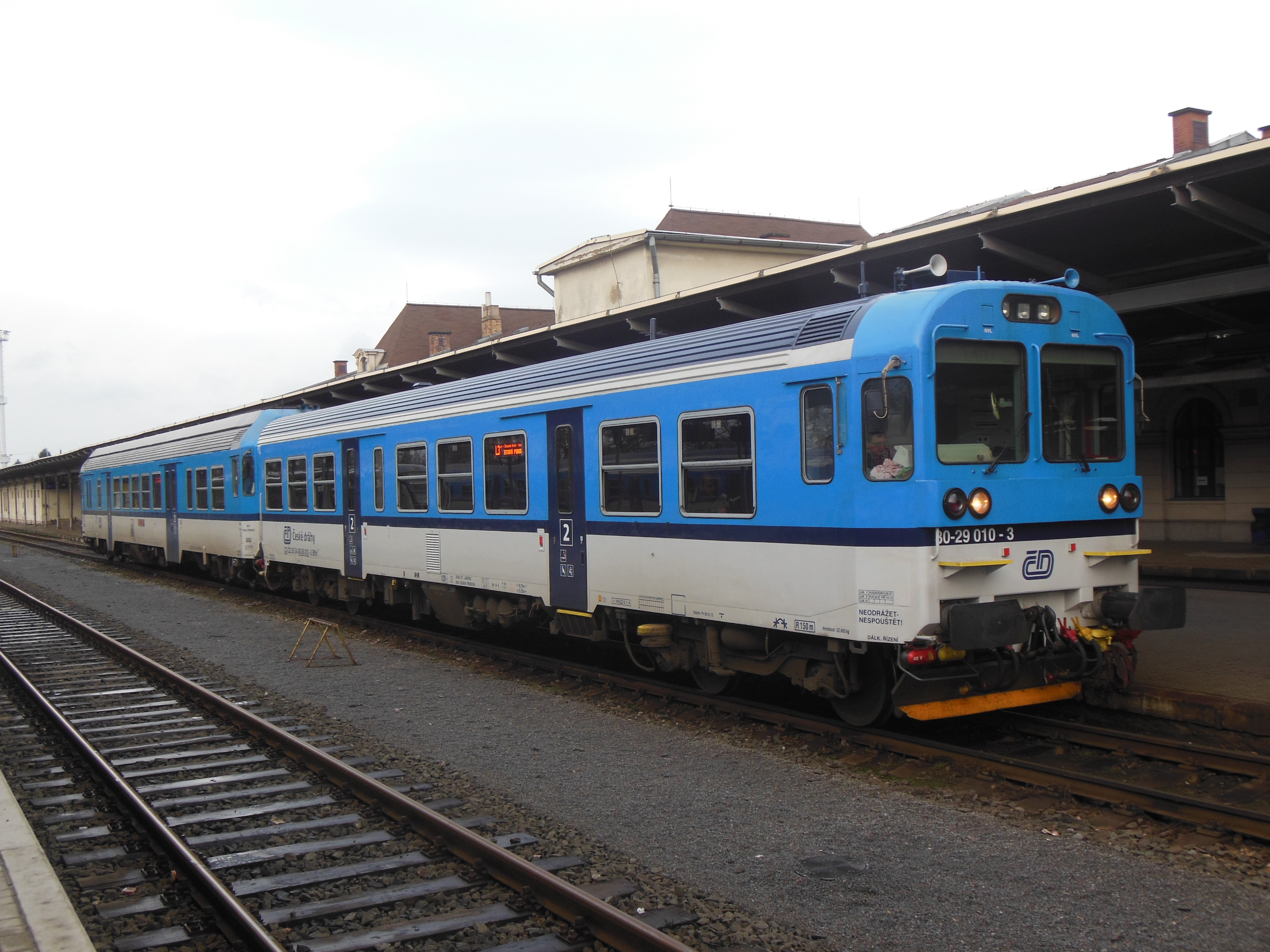
Řídicí vůz řady 943 v roce 2011
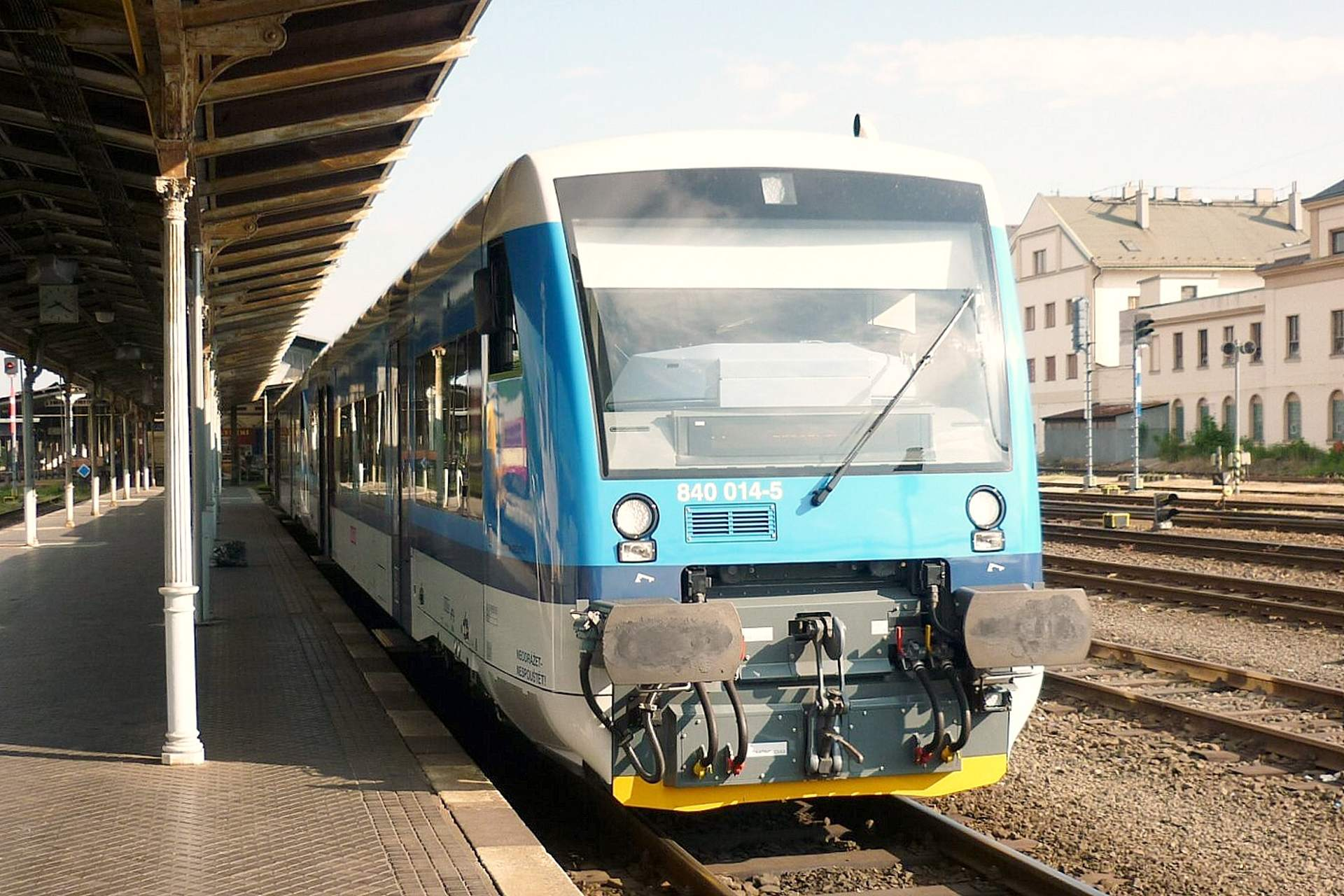
Motorový vůz řady 840 u jednoho z nástupišť v roce 2012
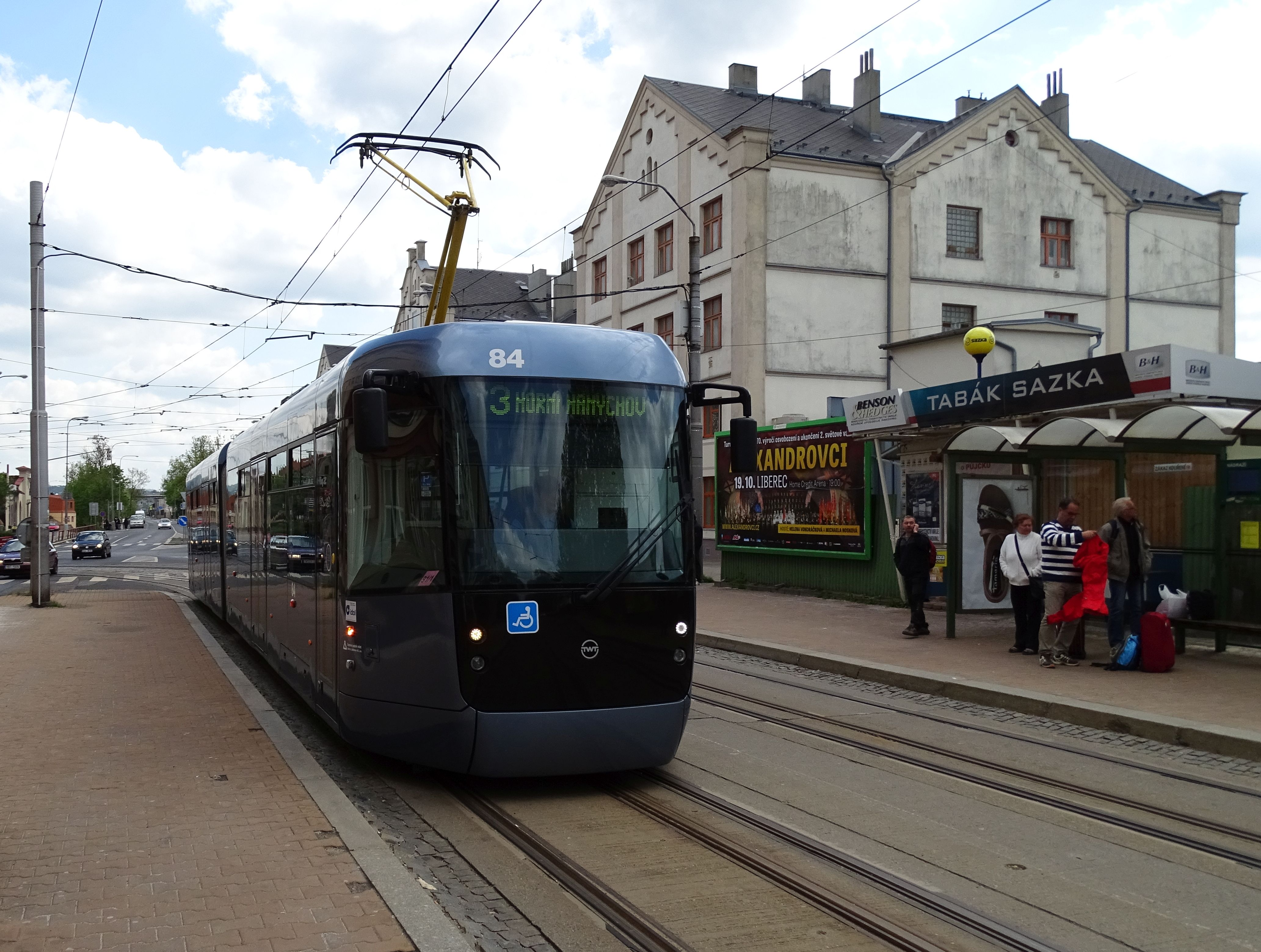
Zastávka Nádraží